# Azygophleps pallens
Azygophleps pallens is een vlinder uit de familie houtboorders (Cossidae). De wetenschappelijke naam van deze soort werd voor het eerst geldig gepubliceerd in 1854 door Herrich-Schäffer als Phragmataecia pallens.
De soort komt voor in tropisch Afrika.